# Coproica ferruginata
Coproica ferruginata – gatunek muchówki z rodziny Sphaeroceridae i podrodziny Limosininae.
Gatunek ten opisany został w 1855 roku przez Christiana Stenhammara jako Limosina ferruginata.
Muchówka o ciele długości od 1,2 do 1,5 mm. Tułów jej cechuje się: błyszcząco rudo opylonym śródpleczem, obecnością trzech par długich szczecinek śródplecowych, tarczką na całej powierzchni porośniętą krótkimi szczecinkami oraz trzema długimi szczecinkami na sternopleurach. Skrzydła są mniej lub bardziej przyciemnione i wyposażone w długą szczecinkę u nasady żyłki kostalnej. Ich użyłkowanie odznacza się zakrzywioną ku przodowi w części wierzchołkowej żyłką radialną R2+3.
Gatunek kosmopolityczny. W Europie znany z prawie wszystkich krajów, w tym z Polski.